# Hugo Houle
Hugo Houle (Quebec, 27 september 1990) is een Canadees wielrenner die sinds 2022 rijdt voor Israel-Premier Tech.

## Carrière
In 2016 nam Houle deel aan de wegwedstrijd op de Olympische Spelen in Rio de Janeiro, maar reed deze niet uit. Vier dagen later eindigde hij op plek 21 in de tijdrit. Op 19 juli 2022 won hij de zestiende etappe van de Ronde van Frankrijk.

## Persoonlijk
De broer van Houle, Pierrik, is op 22 december 2012 overleden tijdens het joggen, hij werd aangereden door een dronken bestuurder. Hugo heeft vervolgens zelf de dader gearresteerd. Hij heeft op die dag een belofte gedaan om een wedstrijd op het hoogste niveau te winnen ter ere van zijn broer, wat hij in de Ronde van Frankrijk 2022 waar kon maken. Sinds het ongeluk heeft Houle bijgedragen aan Opération Nez Rouge ((fr) Operatie rode neus), een non-profit die ten doel heeft alcomobilisme in te dammen.

## Overwinningen
2008
 Canadees kampioen op de weg, Junioren
2009
 Criterium op de Canadese Spelen
2010
 Canadees kampioen op de weg, Beloften
2011
 Canadees kampioen op de weg, Beloften
 Canadees kampioen op de weg, Beloften
2012
Bergklassement Coupe des Nations Ville Saguenay
Jongerenklassement Tour de Beauce
 Canadees kampioen op de weg, Beloften
3e etappe Ronde van Quebec
Eindklassement Ronde van Quebec
2015
 Canadees kampioen tijdrijden, Elite
2022
16e etappe Ronde van Frankrijk

## Resultaten in voornaamste wedstrijden
| Jaar | Ronde van Italië | Ronde van Frankrijk | Ronde van Spanje |
| ---- | ---------------- | ------------------- | ---------------- |
| 2013 |                  |                     |                  |
| 2014 |                  |                     |                  |
| 2015 | 113e             |                     |                  |
| 2016 | 72e              |                     |                  |
| 2017 |                  |                     | 115e             |
| 2018 |                  |                     |                  |
| 2019 |                  | 91e                 |                  |
| 2020 |                  | 47e                 |                  |
| 2021 |                  | 66e                 |                  |
| 2022 |                  | 24e (1)             |                  |
| 2023 |                  | 38e                 |                  |
| 2024 |                  | 50e                 |                  |
| 2025 | 62e              |                     |                  |

| Jaar | Milaan-San Remo | Gent-Wevelgem | Ronde van Vlaanderen | Parijs-Roubaix | Amstel Gold Race | Luik-Bast.‑Luik | Ronde van Lombardije | Waalse Pijl | Parijs-Tours |  | WK op de weg |  | Wereldranglijsten |
| ---- | --------------- | ------------- | -------------------- | -------------- | ---------------- | --------------- | -------------------- | ----------- | ------------ |  | ------------ |  | ----------------- |
| 2013 | opgave          | opgave        | 108e                 | opgave         |                  |                 |                      |             | 35e          |  |              |  |                   |
| 2014 | 114e            |               | opgave               | 142e           |                  |                 |                      |             | 23e          |  |              |  |                   |
| 2015 |                 | opgave        | 94e                  | opgave         |                  |                 |                      |             |              |  | opgave       |  |                   |
| 2016 | 121e            | opgave        | 111e                 | 111e           |                  |                 |                      |             |              |  | opgave       |  |                   |
| 2017 | 84e             | 34e           | 103e                 | 63e            |                  |                 |                      |             |              |  | 81e          |  | 234e (UWT)        |
| 2018 |                 | 73e           | 59e                  | 84e            |                  | 131e            |                      |             |              |  | opgave       |  | 194e (UWT)        |
| 2019 |                 | opgave        | 85e                  | 78e            |                  |                 | opgave               |             |              |  | opgave       |  | 447e (UWR)        |
| 2020 |                 | 36e           | 44e                  |                |                  | 47e             |                      | 20e         |              |  | 61e          |  |                   |
| 2021 |                 | opgave        | 79e                  | opgave         | opgave           | opgave          |                      | 127e        |              |  | opgave       |  |                   |
| 2022 |                 | 55e           |                      |                |                  | 53e             |                      | 54e         |              |  |              |  |                   |
| 2023 | 65e             |               | 66e                  |                | 68e              |                 | opgave               | opgave      |              |  | opgave       |  |                   |
| 2024 | 77e             | 88e           | opgave               |                |                  |                 |                      |             |              |  |              |  |                   |
| 2025 |                 |               |                      |                |                  |                 |                      |             |              |  |              |  |                   |

## Ploegen
- 2011 –  Team SpiderTech powered by C10
- 2012 –  SpiderTech powered by C10
- 2013 –  AG2R La Mondiale
- 2014 –  AG2R La Mondiale
- 2015 –  AG2R La Mondiale
- 2016 –  AG2R La Mondiale
- 2017 –  AG2R La Mondiale
- 2018 –  Astana Pro Team
- 2019 –  Astana Pro Team
- 2020 –  Astana Pro Team
- 2021 –  Astana-Premier Tech
- 2022 –  Israel-Premier Tech
- 2023 –  Israel-Premier Tech
- 2024 –  Israel-Premier Tech
- 2025 –  Israel-Premier Tech

Anderson · Batty · Bell · Boily · Boivin · Euser · Gilbert · Houle · Lacombe · Lambert-Lemay · Langlois · de Luna · McCarty · Parisien · Randell · Roth · Routley · Tuft · Vives
Anderson · Bell · Boily · Boivin · Euser · Fairly · Gilbert · Houle · Künzli · Lacombe · Lambert-Lemay · de Luna · McCarty · Parisien · Roth · Routley · Selander · Vandborg · Vives · Duchesne (stagiair)
Appollonio ·
Bagdonas ·
Bardet ·
Belletti ·
Bérard ·
Betancur ·
Bonnafond ·
Bouet ·
Chainel ·
Cherel ·
Domont ·
Dumoulin ·
Dupont ·
Gadret ·
Gastauer ·
Georges (tot 31/05) ·
Hoetarovitsj ·
Houle ·
Iglinski ·
Kadri ·
Kern · 
Minard ·
Mondory ·
Montaguti ·
Nocentini ·
Péraud ·
Pozzovivo ·
Ravard ·
Riblon ·
Brun (stagiair) ·
Chavanne (stagiair) ·
Latour (stagiair)
Appollonio · Bagdonas · Bardet · Bérard · Betancur · Bonnafond · Bouet · Chainel · Cherel · Daniel · Domont · Dumoulin · Dupont · Gastauer · Gaudin · Gougeard · Gretsch · Houle · Hoetarovitsj · Kadri · Kern · Minard · Mondory · Montaguti ·  Nocentini · Péraud · Pozzovivo · Riblon · Turgot · Vuillermoz · Bidard (stagiair) · Denz (stagiair) · Raibaud (stagiair)
Bagdonas · Bakelants · Bardet · Bérard · Betancur · Bonnafond · Cherel · Daniel · Denz · Domont · Dumoulin · Dupont · Gastauer · Gaudin · Gougeard · Gretsch · Houle · Jauregui · Kadri · Latour · Minard · Mondory · Montaguti ·  Nocentini · Péraud · Pozzovivo · Riblon · Turgot · Vansummeren · Vuillermoz · Bidard (stagiair) · Campistrous (stagiair) · Pereira (stagiair)
Bagdonas · Bakelants · Bardet · Bérard · Bidard · Bonnafond · Cherel · Daniel · Denz · Domont · Dumoulin · Dupont · Gastauer · Gaudin · Gautier · Gougeard · Gretsch · Houle · Jauregui · Kadri · Latour · Minard · Montaguti · Péraud · Pozzovivo · Riblon · Sergent · Turgot · Vansummeren · Vuillermoz · Cosnefroy (stagiair) · Fabre (stagiair) · Rochas (stagiair)
Bagdonas · Bakelants · Barbier · Bardet · Bérard · Bidard · Cherel · Chevrier · Cosnefroy · Denz · Domont · Dumoulin · Dupont · Duval · Enger · Frank · Gastauer · Gautier · Geniez · Gougeard · Houle · Jauregui · Latour · Montaguti · Naesen · Peters · Pozzovivo · Riblon · Vandenbergh · Vuillermoz · Doléatto (stagiair) · Geniets (stagiair) · Russo (stagiair)
Bilbao · Bïjigitov · Cataldo · Cort · De Vreese · Fominykh · Fraile · Fuglsang · Gatto · Gïdïç · Groezdev · Hansen · Hirt · Houle · Hryvko · Kangert · Korsæth · Loetsenko · López · Minali · Moser · Qojatajev · Sánchez · Stalnov · Tlewbajev · Tsjernetski · Valgren · Villella · Zacharov · Zejts
Ballerini · Bilbao · Bïjigitov · Boaro · Bohórquez · Cataldo · Contreras · Cort · De Vreese · Fominykh · Fraile · Fuglsang · Gïdïç · Gregaard · Groezdev · Hirt · Houle · G. Izagirre · J. Izagirre · Kudus · Loetsenko · López · Natarov · Sánchez · Stalnov · Villella · Zacharov · Zejts
Aranburu · Bïjigitov · Boaro · Bohórquez · Contreras · De Vreese · Felline · Fominykh · Fraile · Fuglsang · Gïdïç · Gregaard · Groezdev · Houle · G. Izagirre · J. Izagirre · Kudus · Loetsenko · López · Martinelli · Natarov · Pronskïÿ · Rodríguez · Sánchez · Stalnov · Tejada · Vlasov · Zacharov
Aranburu · Battistella · Boaro · Broesenski · Contreras · de Bod · Fjodorov · Felline · Fraile · Fuglsang · Gïdïç · Gregaard · Groezdev · Houle · G. Izagirre · J. Izagirre · Kudus · Loetsenko · Martinelli · Natarov · Perry · Piccolo tot 31 mei · Pronskïÿ · Rodríguez · Romo · Sánchez · Sobrero · Stalnov · Tejada · Vlasov · Zacharov
Barbier · Berwick · Bevin · Biermans · Boivin · Brändle · Cataford · Clarke · De Marchi · Dowsett · Einhorn · Froome · Fuglsang · Goldstein · Hagen · Hermans · Hollenstein · Houle · Impey · Jones · Neilands · Niv · Nizzolo · Piccoli · Sagiv (tot 3/8) · Strong · Teuns (vanaf 5/8) · Van Asbroeck · Vanmarcke · Woods · Würtz Schmidt · Zabel · Riccitello (stagiair)
Berwick · Boivin · Clarke · Einhorn · Frigo · Froome · Fuglsang · Gee · Goldstein · Hermans · Hollenstein · Hollyman · Houle · Impey · Jones · Neilands · Nizzolo · Pozzovivo (vanaf 6/3) · Reynders · Riccitello · Sagiv · Schultz · Strong · Teuns · Van Asbroeck · Vanmarcke (tot 7/7) · Williams · Woods · Würtz Schmidt · Zabel · Gilmore (stagiair) · Sheehan (stagiair)
Ackermann · Bennett · Blackmore (vanaf 3/5) · Boivin · Clarke · Einhorn · Frigo · Froome · Fuglsang · Gee · Hofstetter · Hollyman · Houle · Kogut · Neilands · Pickrell · Raisberg · Riccitello · Sagiv · Schultz · Schwarzmann · Sheehan · Stewart · Strong · Teuns · Van Asbroeck · Vernon · Williams · Woods · Würtz Schmidt · Zabel (tot 2/5) · Brown (stagiair)
- Gemeinsame Normdatei: 1263055273
- Virtual International Authority File: 539165871010564270002